# Banbridge

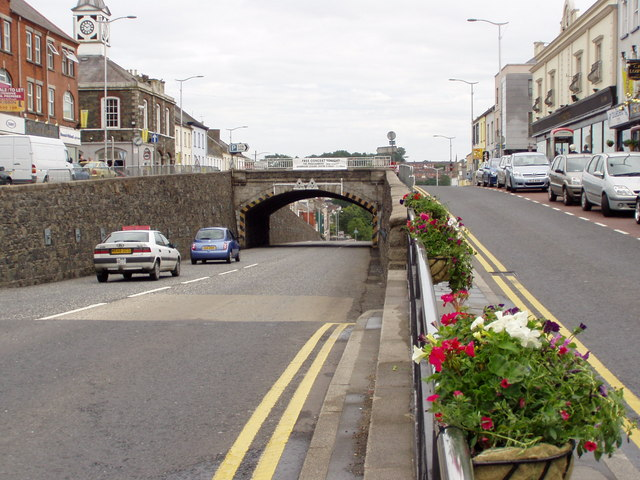
Banbridge.

Banbridge (iriska: Droichead na Banna) är en stad i distriktet Armagh City, Banbridge and Craigavon i Down i Nordirland. Staden ligger vid floden Bann och huvudvägen A1. Staden var fram till 2015 administrationscentrum för distriktet Banbridge. År 2002 hade Banbridge totalt 14 744 invånare.
Staden är känd för en vägundergång från 1834 kallad The Cut som går under huvudgatan. Den är bland de tidigaste i sitt slag och blev konstruerad för att hästkärror skulle slippa köra upp för en brant backe.
Kaptenen Francis Crozier föddes i Banbridge. Det finns en staty av honom vid stadens centrum. Under 1840-talet var han kapten på båten HMS Terror och var ledare för en expedition som utforskade Antarktis.